# Saint-Martin-de-Belleville
Saint-Martin-de-Belleville foi uma comuna francesa na região administrativa de Auvérnia-Ródano-Alpes, no departamento de Saboia. Estendia-se por uma área de 161,79 km². Em 2010 a comuna tinha 3 620 habitantes (densidade: 22,4 hab./km²).
Em 1 de janeiro de 2016, foi incorporada à comuna de Les Belleville.